# Hugo Christiaan Carsten (1801-1881)
Hugo Christiaan Carsten (Hoogeveen, geboren 20 september, gedoopt 23 september 1801 - Amsterdam, 8 april 1881) was een Nederlandse burgemeester.

## Leven en werk

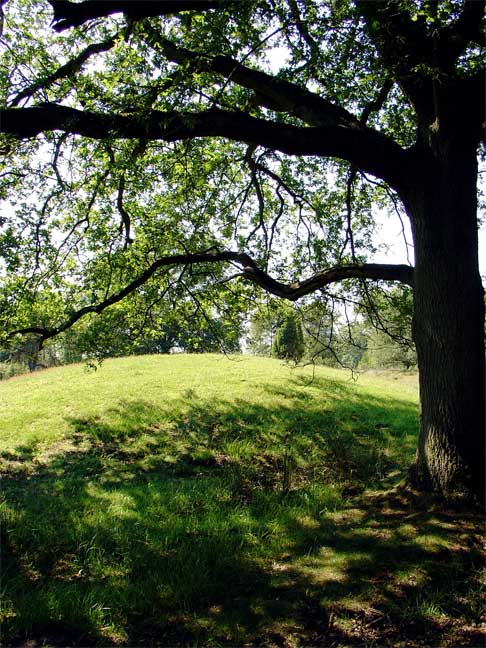
Tumulus in het Tumulibos nabij Balloo

Carsten was een zoon van de landschrijver en raadsheer van het Hof van Drentse mr. Caspar Everhard Carsten en Jentien Houwink. In 1826 studeerde hij af in de rechten in Groningen en nog datzelfde jaar werd hij benoemd tot burgemeester van Beilen; deze functie vervulde hij vier jaar tot 1830. Daarna werd hij griffier van het vredegerecht te Meppel, en na de reorganisatie van de rechterlijke macht in 1838 werd hij griffier bij de arrondissementsrechtbank van Assen, hetgeen hij bleef tot 1 mei 1867. In deze plaats was hij tevens lid van de gemeenteraad, van 1851 tot 1860. Na zijn pensioen vestigde hij zich in Den Helder en overleed in 1881 in Amsterdam.
Carsten behoorde tot de hoogstaangeslagenen van Drenthe. Hij bezat gronden in die provincie, maar ook in Herpt, Oudheusden en Drongelen. Hij bezat het zogenaamde Tumulibos tussen Assen en Rolde nabij Balloo. Zijn vondsten in de periode 1847-1857 in dit gebied vormden een van de aanleidingen tot de oprichting van het Drents Museum in 1854. Hij was een van de initiatiefnemeers van het Noord-Willemskanaal en een van degenen aan wie in 1855 daarvoor concessie werd verleend.
Carsten trouwde op 1 juni 1833 met de in Den Haag geboren Maria Leemans, dochter van de dijkgraaf van Stad en Lande van Heusden mr. Johannes François Leemans en Wilhelmina Adriana Sterck. Hij was een neef van burgemeester en Eerste Kamerlid mr. Hendrik Jan Carsten en een zwager van de burgemeesters mr. Gerrit Kniphorst en mr. Gerhardus Lambertus Kniphorst.
- International Standard Name Identifier: 0000 0003 9264 9132
- Nederlandse Thesaurus van Auteursnamen: 073502588
- Virtual International Authority File: 286692819
- WorldCat: E39PBJrWy7wyJ9GMQBrmcGGbVC